# Sardigna Natzione Indipendentzia
Sardigna Natzione Indipendentzia (lett. "Sardegna Nazione Indipendenza"), abbreviato SNI, è un movimento politico indipendentista sardo fondato nel 1994 a Nuoro come "Sardigna Natzione" da Angelo Caria e da altre quaranta personalità provenienti dal Partidu Indipendentista Sardu. Dal gennaio 2002 ha assunto l'attuale denominazione.
Attivo elettoralmente principalmente in Sardegna, è presente nel resto d'Italia grazie alla militanza di diversi emigrati, presenti soprattutto nel centro-nord. Non riconoscendosi come un movimento politico appartenente all'ordinamento politico italiano, il partito si considera esclusivamente funzionale agli interessi nazionali del popolo sardo e dei popoli oppressi e/o negati di tutto il mondo.
La comunicazione ufficiale, fra gli organi del movimento e i suoi militanti, avviene quasi esclusivamente in sardo. L'uso dell'italiano è limitato alla comunicazione con l'esterno ed al dibattito politico, cercando comunque di incentivare l'uso della lingua sarda, sia nella variante istituzionale LSC (Limba Sarda Comuna) sia nelle subvarianti locali anche nei media e nell'editoria per sensibilizzare l'opinione pubblica locale.

## Ideologia
(Chie Semus, presentazione dello statuto di Sardigna Natzione Indipendentzia)
(Chie Semus, presentazione dello statuto di Sardigna Natzione Indipendentzia)

### Superamento dei retaggi passati e conservatori
SNI è sostenitore delle tesi sull'indipendenza della Sardegna mediante l'azione politica, elettorale e referendaria non violenta finalizzata alla costituzione dello "Stato Indipendente Sardo" e in seguito all'ordinamento in Repubblica Sarda, nell'ambito dell'Unione europea o di una confederazione di stati Euro Mediterranei.

### Non collaborazione con i partitiitalianistieunionisti
Uno dei punti fondativi dell'azione politica è costituito dal "Principio della non collaborazione" con le forze italianiste e unioniste; con queste due definizioni si intendono quelle forze politiche operanti in Sardegna come succursali locali di partiti italiani e che rispondono quindi del loro operato alle segreterie Italiane.

### Promozione dellasardizzazionedella politica sarda e la lotta all'ascarismo
Esiste invece un'apertura di massima a quelle forze politiche sarde, non necessariamente indipendentiste, ma autenticamente riferibili all'area autonomista, che possiedano una dirigenza sarda ed i cui obiettivi siano riconducibili a una volontà di emancipazione nazionale del popolo sardo. A questo scopo SNI non si presenta come il partito unico dell'indipendentismo ma promuove dalla sua nascita la costituzione di un "Polo nazionalitario" da contrapporre a quelli riflessi della destra e della sinistra italiane. Auspica quindi la nascita di nuovi soggetti politici nazionalitari, o la trasformazione in senso nazionalitario delle delegazioni sarde dei partiti politici italiani esistenti. Questo processo è in corso da qualche anno con la nascita di forze politiche sarde dichiaratamente autonomiste, come Fortza Paris ispirato alla tradizione popolare e al nazionalismo del PNV e Progetto Sardegna, fondato da Renato Soru, legato ai valori progressisti e autonomisti.
Per ascarismo SNI intende l'atteggiamento ritenuto servile, rinunciatario e collaborazionista degli uomini politici e degli stessi sardi, accusati di barattare la loro dignità e l'emancipazione della Nazione Sarda in cambio di poco o di nulla.

### Sviluppo sostenibile e forza del "Welfare State"
Attivamente impegnata nella tutela dell'ambiente e nella salvaguardia del patrimonio storico-culturale dell'isola, SNI ritiene che la difesa di questi valori costituisca un'autentica missione storica prioritaria davanti alle sfide imposte dalla globalizzazione della cultura e dei mercati globalizzati. Esprime ferma condanna del neoliberismo, considerato portatore di modelli di sviluppo economico aggressivi e alieni non solo al contesto sardo, ma a qualsiasi contesto di sviluppo sociale e progresso armonico ed equo. Considera tale modello come una reale minaccia all'equilibrio fra esseri umani, animali e ambiente, della biodiversità degli endemismi e del contesto paesaggistico all'origine della millenaria civiltà e cultura sarda. L'esistenza di minoranze etnico-linguistiche, tradizioni locali, produzioni artigianali e dello stesso paesaggio urbano e rurale, espressione e segno distintivo di ogni popolo, risultano secondo SNI pesantemente minacciate da forme di organizzazione sociale tendenti ad alienare gli individui allontanandoli dai contesti identitari originali , verso altri più assimilabili alle leggi di mercato, come produzione e di consumo scriteriato. Rispettando lo storico sentimento libertario, presente come tratto identitario nell'uomo sardo comune, poco propenso a sottostare a imposizioni e leggi che limitino la sua possibilità di interagire con il territorio, SNI auspica per la Sardegna una Repubblica parlamentare fondata su concezioni sostanzialmente umaniste, con l'individuo alla base dell'interesse nazionale e la solidarietà internazionale nei rapporti extranazionali.
Il libero sviluppo economico in un armonico contesto di economia mista, dove possano convivere libertà d'intrapresa e presenza pubblica nell'economia e nello Stato sociale dell'istituzione saranno la base verso auspicabili forme di progresso più avanzate.

### Dibattito interno tra internazionalismo ed econazionalismo
La difesa dei lavoratori sardi, il tema dell'emigrazione e dell'immigrazione, la difesa della Lingua Sarda, la Tassa d'ingresso ai non residenti (in sardo "bona intrada") e la Tassa sul lusso, l'obbligatorietà di avere sede legale e fiscale in Sardegna per le imprese che fatturano nell'isola, la discriminazione positiva dei residenti nell'assegnazione di impieghi ed alloggi, sono temi davanti ai quali SNI si pone in termini spesso critici e aspramente polemici specie in relazione alla componente del movimento più marcatamente nazionalista e patriottica.  La storica corrente comunista e socialista, fino a questo momento maggioritaria, assume invece posizioni improntate all'internazionalismo e alla solidarietà con i popoli oppressi in lotta per l'autodeterminazione e per i diritti dei lavoratori, pur facendo propria la tensione ideale tipica del sentimento nazionalista. Allo stesso modo quest'ultima componente condivide con la precedente la visione sociale della realtà sarda, in particolare riguardo alla completa smilitarizzazione del territorio (in particolare contro la presenza dei sottomarini nucleari nell'Arcipelago di La Maddalena), la lotta contro i progetti di discariche per scorie radioattive e rifiuti speciali, l'avversione alla grande distribuzione, la lotta al precariato e alle forme di lavoro interinale e in generale tutte quelle posizioni ostili alla globalizzazione dei mercati ed al neoliberismo selvaggio. Le due anime principali del movimento sono normalmente tra loro armonicamente complementari e trasversali. 

## Storia

### Le origini del pensiero indipendentista sardo moderno
Che all'interno del Partito Sardo d'Azione, fin dai primi anni della sua fondazione, sia sempre esistito un filone indipendentista è fatto ormai appurato e risaputo. 
È ascrivibile quale protoindipendentismo anche quello maturato nella breve esperienza del Partito Comunista di Sardegna che nel 1944, propugna un programma di tipo federalista prospettando la nascita di una Repubblica Socialista di Sardegna e la Lega Sarda di Bastià Pirisi concettualmente più prossimi all'indipendentismo siciliano del MIS (Movimento per l'Indipendenza della Sicilia) di Finocchiaro Aprile, paragonabili a una destra nazionalista e indipendentista, di segno marcatamente separatista. 
Tuttavia il pensiero indipendentista sardo inizia a prendere autocoscienza di sé e a organizzarsi in movimento, da prima culturale e successivamente politico, solo a partire dalla fine degli anni sessanta e i primi anni settanta del XX secolo, in coincidenza con la contestazione studentesca e giovanile, soprattutto negli ambienti della sinistra extraparlamentare.
Con la nascita del Movimento Politico Su Populu Sardu si hanno le prime elaborazioni teoriche e ideologiche su cui successivamente si porranno le basi del pensiero sardista e indipendentista moderno. Queste organizzazioni seppero raccogliere la militanza di studenti universitari sardi fuori sede nella penisola e di numerosi lavoratori sardi emigrati , non solo nella penisola italiana ma anche in altre parti d'Europa, raggiunte dal fenomeno dell'emigrazione sarda.
La necessità di far convergere il consenso raccolto verso una sorta di Partito unico del sardismo, allora rappresentato dal Partito Sardo d'Azione, spinse i militanti di questi Movimenti a sostenere attivamente questa forza politica, anche se con atteggiamento di critica costruttiva.

### Gli anni ottanta e ilvento sardista

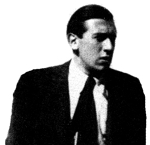
Antoni Simon Mossa fu per anni voce critica della coscienza indipendentista dentro il Partito Sardo d'Azione

Negli anni successivi al Congresso del Partito Sardo d'Azione tenutosi a Porto Torres nel 1980, emerse più marcatamente nel sardismo storico il filone indipendentista, che aveva visto in Antonio Simon Mossa il suo più autorevole sostenitore era stato fino a quel momento sopito in un autonomismo forte ma non sempre convincente e al limite dell'autocontraddizione.
La politica sardista orientata a rafforzare e a tesorizzare il cospicuo consenso elettorale arrivato a partire dai primi anni ottanta, in termini di presenza nelle istituzioni e nelle amministrazioni locali, scontentò l'ala più radicale del Partito che avrebbe voluto rivendicare con più energia l'opzione indipendentista rispetto a quella autonomista.
Attraversando gli anni 1980 contraddistinti del cosiddetto vento sardista ma anche del fantomatico "Complotto Separatista", teorema inquisitorio che ipotizzava una insurrezione armata, l'indipendentismo perse molta della sua forza propulsiva e innovatrice, perché i sardisti spaventati forse dalla difficoltà di gestire un consenso così esteso, si limitarono nella maggior parte dei casi a gestire l'ordinaria amministrazione nelle Amministrazioni e nelle istituzioni nei quali ricoprivano incarichi. 

### Su Partidu Sardu Indipendentista Sotzialista Libertariu
Il malcontento provocato dalla linea politica autonomista, preferita a quella indipendentista emersa nel Congresso di Porto Torres del 1980, determinò l'uscita di numerosi dirigenti e militanti della base sardista che unendosi al nucleo storico di Su Populu Sardu e ai movimenti della sinistra extraparlamentare sarda e antagonista diedero vita intorno al 1984 al Partidu Sardu Indipendentista Sotzialista Libertariu, primo nucleo storico dell'attuale movimento indipendentista.

### Nasce il Partidu Sardu Indipendentista

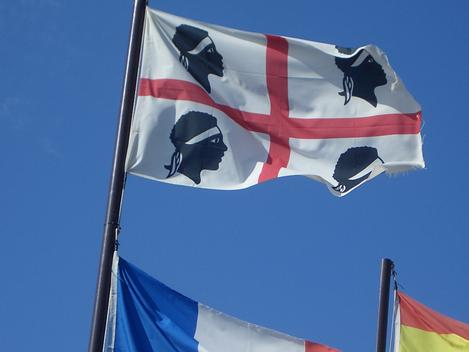
1989. I mutamenti nella politica internazionale risvegliano i sentimenti identitari.

I cambiamenti epocali seguiti ai fatti del 1989 e successivi all'abbattimento del muro di Berlino con la conseguente caduta dei regimi totalitari nell'Europa dell'Est, aprirono scenari imprevisti come il risveglio dei nazionalismi, fatto che Angelo Caria fondatore del Partidu Sardu Indipendentista, insieme ad altri suoi compagni seppe profeticamente cogliere.
Nei primi anni novanta riprese così a circolare tra gli intellettuali sardi, presso i quali Caria godeva di grande stima, l'idea indipendentista che in molti ambienti fu mantenuta viva.
Molti sardisti delusi e scandalizzati dalla politica amministrativa e dall'uso clientelare del potere fatto dal PSd'Az , ormai ridotto al rango di forza politica organica alla partitocrazia italiana , decidono di tornare a una militanza più radicale.
In quegli anni il Partidu Sardu Indipendentista rafforza i legami esistenti con altre forze politiche Indipendentiste di altre nazioni senza stato in Europa e nel mondo e ne crea di nuovi aprendo una stagione di politica estera particolarmente fertile per la causa indipendentista sarda che raccoglierà la solidarietà internazionale di nuovi sostenitori e simpatizzanti.
 Dagli anni 1980 il Partidu Sardu Indipendentista si batté contro la proposta di utilizzare il territorio sardo come base nucleare italiana, prima del referendum che ha abolito l'utilizzo dell'energia nucleare in Italia.

### Il progetto di unaCasa comune dei sardi
L'allargamento della piattaforma ideologica indipendentista a numerose associazioni culturali, circoli politici, personaggi significativi del panorama socio culturale sardo  come Giampiero Marras detto Zampa portò nel 1994 alla nascita di Sardigna Natzione, che raccolse subito quasi il 3 per cento dei voti ale Regionali del 1994, incrementando i consensi alle Amministrative del 1995 e alle Politiche del 1996. La prematura scomparsa del suo storico leader carismatico Angelo Caria, indipendentista della prima ora ai tempi di Su Populu Sardu, non arrestò la crescita del movimento.
SN si presentò pure alle elezioni europee del 1994 all'interno del cartello Federalismo. Alla vigilia del voto il cantautore Fabrizio De André manifestò pubblicamente l'intenzione di votare per SN descrivendolo come «un movimento federalista sardo che non mi sembra interessato al potere, ma ad obiettivi sociali e culturali».
Il nuovo coordinatore Bustianu Cumpostu, prosegue ed è il garante della continuità con il progetto politico del fondatore,  improntato a favorire la nascita di un blocco nazionalitario e indipendentista trasversale alle ideologie politiche e opposto ai partiti italiani di destra e di sinistra.
Negli anni 1990 SNI inaugura con una serie di azioni eclatanti e di grande impatto mediatico una stagione di lotte per i diritti negati ai cittadini sardi; nel 1997 avviene l'occupazione della Centrale termoelettrica di Fiume Santo, Sassari, ad opera del disarmato Comando Amsicora, per richiamare l'attenzione dell'opinione pubblica sui costi dell'energia nell'isola che costa ai sardi circa il 40% in più della media italiana, riscontrando una particolare eco nei media.
 Nel 1997 Sardigna Natzione manifesta a Roma davanti a Montecitorio, contro la commissione bicamerale per le riforme, incaricata di trasformare il sistema elettorale italiano in senso bipolare, cancellando o omologando le forze politiche minoritarie dividendo e riducendo la vita politica in due schieramenti.
 A partire dal 1998 vengono promossi una serie di incontri dibattito a Oschiri, Bauladu, Bosa, Sanluri e in numerose altre parti della Sardegna, finalizzati a costituire una piattaforma nazionalitaria, raccogliendo le anime del sardismo storico e quelle del "neosardismo" e del "sardismo diffuso". 

### Mesa de sos sardos liberos
Dopo ripetuti e infruttuosi incontri  sia con il Nuovo Movimento dell'editore cagliaritano Nicola Grauso, sia con il PSd'Az, Sardigna Natzione avverte chiaramente la prematurità di un progetto di polo nazionalitario. Del resto il PSd'Az, stenta a gestire le posizioni di rendita elettorale conseguite in quindici anni di governo delle amministrazioni locali e della Regione e attraversa una lacerante crisi interna tra la corrente favorevole all'alleanza con la Casa delle Libertà e quella favorevole all'alleanza con l'Ulivo. Per ricomporre lo strappo interno, che porterà successivamente alla scissione dei Sardistas di Efisio Serrenti, per ricompattare l'elettorato e la dirigenza, il PSd'Az sceglierà di presentarsi alle elezioni regionali del 1999 al di fuori dei poli di centro destra e di centro sinistra. Sardigna Natzione contribuisce a dar vita a una lista che coalizza Sardigna Natzione, Movimento Pastori Sardi e Movimentu Natzionalista Sardu di Bainzu Piliu. Nasce sa Mesa de sos Sardos Liberos, che ottiene nelle liste provinciali appena l'1,9%, mentre alla lista regionale ottiene un ben più consistente 5,8%, risultato comunque insufficiente per ottenere un seggio in Regione. La mancata unione tra Mesa Sardos Liberos e PSd'Az impedì di raggiungere un risultato prossimo al 15% nella lista regionale e uno vicino al 10% nelle liste provinciali.

### Il movimento indipendentista si divide
Dopo la deludente esperienza di Mesa de sos Sardos Liberos, Sardigna Natzione attraversa un momento di difficoltà; il movimento è cresciuto anche se alla sua crescita non è corrisposto quel riscontro in termini elettorali auspicato dalla dirigenza. La militanza è diffusa ma i coordinamenti territoriali non sempre riescono a intervenire efficacemente, soprattutto per la difficoltà nel costruire una scuola di formazione per quadri dirigenti. In questa situazione caotica si sviluppano esperienze di movimentismo indipendentista giovanile autogestite, che pur facendo riferimento a SNI mantenevano una sostanziale indipendenza ideologica e operativa.  Anche grazie a questi nuovi ambiti di consenso la corrente rappresentata dal dirigente Gavino Sale, che fin dalla nascita di Sardigna Natzione si mostrò aspramente critica verso qualsiasi forma di dialogo con il Partito Sardo d'Azione e ostile nei confronti della linea politica portata avanti da Bustianu Cumpostu emerse e tentò di mettere in minoranza la sua linea politica. In un infuocato coordinamento nazionale tenutosi nel 2001 a Santa Giusta (OR) si consumò così la definitiva rottura.
Nell'anno successivo alcuni elementi fuoriusciti aderiranno al movimento indipendentista Indipendèntzia Repùbrica de Sardigna, conosciuto anche con la sigla iRS, che tuttavia non presenta alcuna continuità ideologica con Sardigna Natzione, trattandosi di un movimento indipendentista che presenta tesi spiccatamente anti-autonomiste.

### Nasce Sardigna Natzione Indipendentzia
Il congresso del luglio 2002 si tiene in un luogo simbolico per la storia della Sardegna, il luogo di una sconfitta. A Campu de Corra nei pressi dell'antica città di Cornus, nel territorio comunale di Cuglieri, nel 216 a.C. i sardi ribellatisi ai romani vengono sconfitti in una sanguinosa battaglia. La scissione viene infatti vissuta come una sconfitta un'esperienza dolorosa; infatti mentre Sardigna Natzione negli anni precedenti si sforzava di compattare all'esterno i nazionalisti sardi, al proprio interno, lo spettro della divisione prendeva consistenza e forma. Sardigna Natzione si chiamerà a partire da quel momento Sardigna Natzione Indipendentzia per risollevare una bandiera storica di lotte per la sovranità, frustrata dalle divisioni, ma sempre capace di suscitare nuovi entusiasmi.

### SNI inaugura la politica della pace
Sardigna Natzione Indipendentzia dopo la scissione, lentamente cerca di ricucire i contatti umani con la militanza rimasta confusa e stordita dagli eventi. Sono tempi di necessari chiarimenti interni e di confronto critico.
La cronaca dei primi anni duemila del resto non permette pause di riflessione e SNI dopo i fatti dell'11 settembre 2001 assume una posizione chiara: né con chi usa il terrorismo, né con chi si serve del pretesto del terrorismo per iniziare nuove guerre imperialiste nel mondo.
Viene esplicitata chiaramente la scelta della non violenza nella lotta politica e contemporaneamente si denunciano le guerre imperialiste fatte da Stati Uniti d'America e alleati.
Prosegue l'impegno contro la presenza di sottomarini nucleari americani in Sardegna e contro le basi militari Nato.

### Una nuova stagione di presenza nel territorio
Nonostante i deludenti riscontri elettorali seguiti agli anni immediatamente successivi alla scissione, SNI mantiene visibilità e autorevolezza.
Alle elezioni politiche del 2006 SNI presenta proprie liste autonome alla Camera e al Senato: ottiene rispettivamente 11 000 voti (1%) e 8.400 voti (0,9%), a livello regionale. In alcuni centri, della Sardegna come Orosei, sempre nel 2006, SNI entra con un suo rappresentante e partecipa all'amministrazione della cittadina, mentre nel Comune di Cagliari si presenta con una lista propria. Nelle elezioni amministrative del 2007, SNI presenta per la prima volta dopo tredici anni con una lista propria di candidati al Comune di Oristano appoggiando il sardista Carlo Pettinau, candidato sindaco, in coalizione con il P.S.d'Az. e con la Lista Civica "Oristano Insieme", elegge un sindaco nel comune di Lodine e un assessore e una consigliera nel comune di Bitti. Il movimento sta conoscendo attualmente un periodo di forte rinnovamento e di riorganizzazione interna in vista del congresso dell'autunno del 2007 che ha definito la linea politica fino alle Elezioni Regionali del 2009.

### NO NUCLE: SNI vince una battaglia decisiva
I risultati elettorali non arrivano, nonostante l'indipendentismo incontri nuove simpatie e adesioni in ambiti sempre più ampi della società civile sarda. L'indipendentismo sardo del resto continua a frazionarsi in una miriade di sigle che spesso fanno riferimento a poche decine di persone.
SNI capisce che il tempo delle divisioni deve finire e decide di concentrare tutte le sue energie al di fuori delle competizioni elettorali per promuovere un referendum consultivo regionale contro la intenzione manifestata dal Governo Berlusconi di costruire quattro centrali nucleari in Sardegna. L'obiettivo di SNI è creare un vasto movimento d'opinione trasversale ai partiti politici di destra e di sinistra, indipendentisti e unionisti in grado di esprimere con una sola voce l'indisponibilità del territorio nazionale sardo a ospitare centrali nucleari e di stoccaggio di scorie. Nasce a questo scopo il Movimento NO NUCLE per il SÌ contro il nucleare.
Al lavoro instancabile dei militanti di SNI si unisce l'entusiasmo di altri movimenti e sigle politiche, di associazioni ambientaliste, organizzazioni non politiche e di privati cittadini fino ad arrivare all'adesione delle stesse istituzioni regionali guidate da quei partiti politici prossimi al Governo Berlusconi.
Il 15 maggio 2011 la Società Civile Sarda venne chiamata ad esprimersi su questo quesito: ”Sei contrario all'installazione in Sardegna di centrali nucleari e di siti per lo stoccaggio di scorie radioattive da esse residuate o preesistenti?” La risposta plebiscitaria fu nettamente contraria: i SI furono il 97,13%, attestarono la netta contrarietà dei sardi all'installazione di centrali atomiche nell'isola.

## Risultati elettorali

### Nazionali
| Elezione                     | Elezione     | Voti   | %    | Seggi   |
| ---------------------------- | ------------ | ------ | ---- | ------- |
| Politiche 1996               | Camera prop. | 23.355 | 0,06 | 0 / 155 |
| Politiche 1996               | Camera magg. | 42.246 | 0,11 | 0 / 475 |
| Politiche 1996               | Senato       | 44.713 | 0,14 | 0 / 315 |
| Politiche 2001 (con PSd'Az.) | Camera prop. | 34.412 | 0,09 | 0 / 155 |
| Politiche 2001 (con PSd'Az.) | Camera magg. | 40.692 | 0,11 | 0 / 475 |
| Politiche 2001 (con PSd'Az.) | Senato       | 32.822 | 0,10 | 0 / 315 |
| Politiche 2006               | Camera       | 11.000 | 0,03 | 0 / 630 |
| Politiche 2006               | Senato       | 8.412  | 0,02 | 0 / 315 |

### Regionali
| Elezione       | Voti   | %   | Seggi  |
| -------------- | ------ | --- | ------ |
| Regionali 1994 | 10.984 | 1,2 | 0 / 80 |
| Regionali 1999 | 15.283 | 1,8 | 0 / 80 |
| Regionali 2004 | 5.031  | 0,6 | 0 / 85 |

## Congressi Nazionali
- I Congresso Nazionale - Narbolia (OR), 15-16 giugno 2002[5]
- II Congresso Nazionale - Paulilatino (OR), 16 ottobre 2011[6]

### Su Sardigna Natzione
- Luigi Berlinguer e Antonello Mattone (a cura di), Storia d'Italia. Le regioni dall'unità a oggi, La Sardegna, Torino, Einaudi, 1998. ISBN 88-06-14334-4.
- Roberto D'Alimonte e Stefano Bartolini (a cura di), Maggioritario finalmente? La transizione elettorale 1994-2001, Bologna, Il Mulino, 2002. ISBN 88-15-08426-6.
- Giovanni Floris, Separati in patria. Nord contro Sud. Perché l'Italia è sempre più divisa, Milano, Rizzoli, 2009. ISBN 978-88-17-03285-8.
- Federico Francioni e Giampiero Marras (a cura di), Antonio Simon Mossa (1916-1971). L'architetto, l'intellettuale, il federalista. Dall'utopia al progetto. Atti del Convegno di studi. Sassari, 10-13 aprile 2003, Cagliari, Condaghes, 2004. ISBN 88-7356-064-4.
- Istituto di studi sui sistemi regionali federali e sulle autonomie Massimo Severo Giannini, Sesto rapporto sullo stato del regionalismo in Italia, Milano, Giuffré, 2011. ISBN 978-88-14-17198-7.
- Bruno Luverà, I confini dell'odio. Il nazionalismo etnico e la nuova destra europea, Roma, Editori Riuniti, 1999. ISBN 88-359-4760-X.
- Giampiero Marras, Simon Mossa visto da vicino. Dal 1960 fino all'anno della sua morte, Quartu S. Elena, Alfa, 2003.
- Gianfranco Pintore, Natalino Piras, Giulio Angioni, Sandro Muscas, Lula. Trent'anni di viaggio per un tempo che esiste (1972-2002). Tra cronaca e storia: tra realtà e mito, Lula, Amministrazione comunale di Lula, Soter, 2005. ISBN 88-88915-17-6.
- Paola Sirigu, Codice barbaricino, Cagliari, La Riflessione, 2007. ISBN 978-88-621-1047-1.
- Fiorenzo Toso, Lingue d'Europa. La pluralità linguistica dei Paesi europei fra passato e presente, Milano, Baldini Castoldi Dalai, 2006. ISBN 88-8490-884-1.

### Sulla Sardegna e il movimento sardista
- Aldo Accardo, La nascita del mito della nazione sarda, Cagliari, Edizione AM&D, 1996, ISBN 88-86799-04-7.
- Bachisio Bandinu, Lettera a un giovane sardo, Nuoro, Edizioni Della Torre, 1996, ISBN 88-7343-291-3.
- Manlio Brigaglia, Storia della Sardegna, Villanova Monteleone, Soter Editrice, 1995.
- Giuliano Cabitza, Sardegna: rivolta contro la colonizzazione, Milano, Feltrinelli, 1968.
- Alberto Caocci, La Sardegna, Milano, Mursia, 1992, ISBN 88-425-0686-9.
- Gianfranco Contu, La questione nazionale sarda, Quartu Sant'Elena, Alfa Editrice, 1990.
- Antonio Lepori, La Sardegna sarà redenta dai sardi: viaggio nel pensiero sardista, Cagliari, Edizioni Castello, 1991.
- Gianfranco Pintore, La sovrana e la cameriera: la Sardegna tra sovranità e dipendenza, Nuoro, Insula, 1996, ISBN 978-88-86111-04-1.
- Massimo Pistis, Rivoluzionari in sottana. Ales sotto il vescovado di mons. Michele Aymerich, Roma, Albatros Il Filo, 2009, ISBN 978-88-567-1185-1.
- Palo Pisu, Partito comunista di Sardegna: storia di un sogno interrotto, Nuoro, Insula, 1996, ISBN 88-86111-06-1.
- Girolamo Sotgiu, La Sardegna negli anni della repubblica: storia critica dell'autonomia, Bari, Editori Laterza, 1996, ISBN 88-420-4892-5.
- Adriano Bomboi, L'indipendentismo sardo. Le ragioni, la storia, i protagonisti, Cagliari, Edizioni Condaghes, 2014, ISBN 978-88-7356-246-7.